# I Can’t Go On
«I Can’t Go On» (с англ. — «Я не могу продолжать») — песня шведского певца Робина Бенгтссона, представленная на конкурсе «Евровидение-2017» в Киеве.

## Евровидение
После победы в национальном конкурсе «Melodifestivalen 2017» 11 марта Робин Бенгтссон стал полноправным представителем «Евровидения 2017». На Евровидении певец участвовал первым в первом полуфинале, прошёл в финал и по итогам, получив 344 балла, достиг пятой позиции в конкурсе.

## Композиция
| №  | Название        | Автор(ы)                                      | Длительность |
| -- | --------------- | --------------------------------------------- | ------------ |
| 1. | «I Can't Go On» | Дэвид Крюгер, Хамед Пирузпана, Робин Шернберг | 3:03         |

## Позиции в чартах
| Страна                                      | Высшая позиция |
| ------------------------------------------- | -------------- |
| Бельгия (Ultratop)                          | 23             |
| Финляндия (Suomen virallinen lista)         | 12             |
| Франция (SNEP)                              | 132            |
| Венгрия (Mahasz)                            | 40             |
| Исландия (RÚV)                              | 2              |
| Литва (M-1)                                 | 2              |
| Нидерланды (Mega Single Top 100)            | 23             |
| Польша (Polish Airplay Top 100)             | 27             |
| Шотландия (The Official Charts Company)     | 66             |
| Испания (PROMUSICAE)                        | 27             |
| Швеция (Sverigetopplistan)                  | 3              |
| Швейцария (Schweizer Hitparade)             | 83             |
| Великобритания (UK Official Download Chart) | 62             |